# Tocantins
Pour les articles homonymes, voir Tocantins (homonymie).
Le Tocantins (prononcé en portugais : [tokɐ̃ˈtʃĩs]) est un des États du Brésil. Il a été créé en 1988 aux dépens de la partie nord du Goiás et nommé d'après le rio Tocantins. La construction d'une nouvelle capitale, Palmas, débuta en 1989, même si plusieurs villes de l'État datant de l'époque de la colonisation portugaise auraient pu prétendre à ce titre, Araguaína étant la ville la plus importante. En 2019, l'État, qui compte 0,75 % de la population brésilienne, est responsable de 0,5 % du PIB du pays,,,.

## Étymologie
Le nom Tocantins est une référence à la rivière Tocantins, qui traverse l'état du sud au nord. Selon Eduardo Navarro, dans son Dictionnaire du Vieux Tupi (2013), il s'agit d'un terme dérivé du Vieux Tupi qui signifie « becs de toucan », par la combinaison des termes tukana (« toucans ») et tĩ (« becs »). Le nom de la rivière, quant à lui, fait référence à la tribu indigène qui habitait la région au moment de l'arrivée des premiers colonisateurs portugais.

## Histoire

### Constitution de 1988
En 1982, des rumeurs circulaient selon lesquelles le gouvernement fédéral serait disposé à créer le Territoire fédéral du Tocantins afin de contrebalancer l'influence du Parti du mouvement démocratique brésilien dans la région nord du pays, en vue de gagner les gouvernements d'Amazonas, Pará et Acre par le parti d'opposition, laissant le Parti social-démocrate contrôler, par nomination présidentielle, l'État de Rondônia et les territoires fédéraux d'Amapá et de Roraima. Un tel tapage fut bientôt démenti. Cependant, le mouvement autonomiste s'était déjà articulé et, en 1985, le sénateur de l'époque Benedito Vicente Ferreira, appartenant au Parti du Front libéral (PFL) de Goiás, a déposé un projet de loi au Sénat fédéral qui proposait la création de l'État de Tocantins, ceci sous le numéro Nº 201.
Après s'être vu refuser son projet par José Sarney, qui occupait la présidence de la République, José Wilson Siqueira Campos, membre du Parti social-démocrate et député fédéral de Goiás, a présenté au Congrès national un projet de loi créant l'État de Tocantins. Approuvé par les parlementaires en mars 1985, il a été transmis au président José Sarney, qui a de nouveau opposé son veto le 3 avril 1985. À l'époque, José Sarney avait déclaré que cette question devait être soumise à l'Assemblée constituante, qui élaborerait la nouvelle Constitution nationale.
Lors de l' Assemblée nationale constituante, il y eut une nouvelle tentative d'émancipation de la région. L'article 13 de la loi sur les dispositions constitutionnelles temporaires a établi les conditions de la création du nouvel État au milieu d'une réforme qui a éteint les territoires fédéraux existants et a accordé une pleine autonomie politique au district fédéral . Ainsi, le 5 octobre 1988, le nord de l'État de Goiás s'est émancipé, changeant son nom en Tocantins, avec sa capitale provisoire à Miracema do Tocantins et définitivement installé le 1er janvier 1989, étant inséré dans la région nord du Brésil , puisque, tout en appartenant à Goiás, il faisait partie de la région du Midwest brésilien. Le 1er janvier 1990, la capitale est transférée à Palmas , une ville nouvelle planifiée.
Dans les années 1990 et 2000, on assiste à une expansion de l'agro-industrie dans le Tocantins et l'Etat se développe. En conséquence, des migrants de tout le pays s'installent sur son territoire.

## Gouverneurs
| Période      | Période   | Identité                         | Étiquette | Qualité |
| ------------ | --------- | -------------------------------- | --------- | ------- |
| 1989         | 1991      | José Wilson Siqueira Campos      | PSDB      |         |
| 1991         | 1995      | Moisés Avelino                   | PMDB      |         |
| 1995         | 1998      | José Wilson Siqueira Campos      | PSDB      |         |
| 1998         | 1999      | Raimundo Nonato Pires dos Santos | PPB       |         |
| 1999         | 2003      | José Wilson Siqueira Campos      | PSDB      |         |
| 2003         | 2009      | Marcelo Miranda                  | PMDB      |         |
| 2009         | 2010      | Carlos Henrique Amorim           | PMDB      |         |
| 2011         | 2014      | José Wilson Siqueira Campos      | PSDB      |         |
| 2014         | 2014      | Sandoval Lobo Cardoso            | SOL       |         |
| janvier 2015 | mars 2018 | Marcelo Miranda                  | PMDB      |         |
| mars 2018    | mars 2022 | Mauro Carlesse                   | PHS → DEM |         |
| mars 2022    | En cours  | Wanderlei Barbosa                | Rép.      |         |

## Géographie
Le Tocantins fait partie de la zone de transition entre la forêt pluviale amazonienne et la savane. De ce fait, les milieux géographiques de l'État sont variés. Le climat est tropical.
Le relief tabulaire présente des croupes peu élevées au nord et à l'est. Les régions centrales et occidentales sont constituées par la plaine du moyen Araguáia, avec l'île de Bananal (ilha do Bananal en portugais), la plus grande île fluviale au monde, constituée par deux bras de l'Araguáia.
De nombreuses rivières arrosent l'État. Les plus importantes sont le rio Tocantins, le rio Araguaia, le rio do Sono, le rio das Balsas et le rio Paranã.
| Pará        | Maranhão  |       |
|             | Tocantins | Piauí |
| Mato Grosso | Goiás     | Bahia |

## Économie

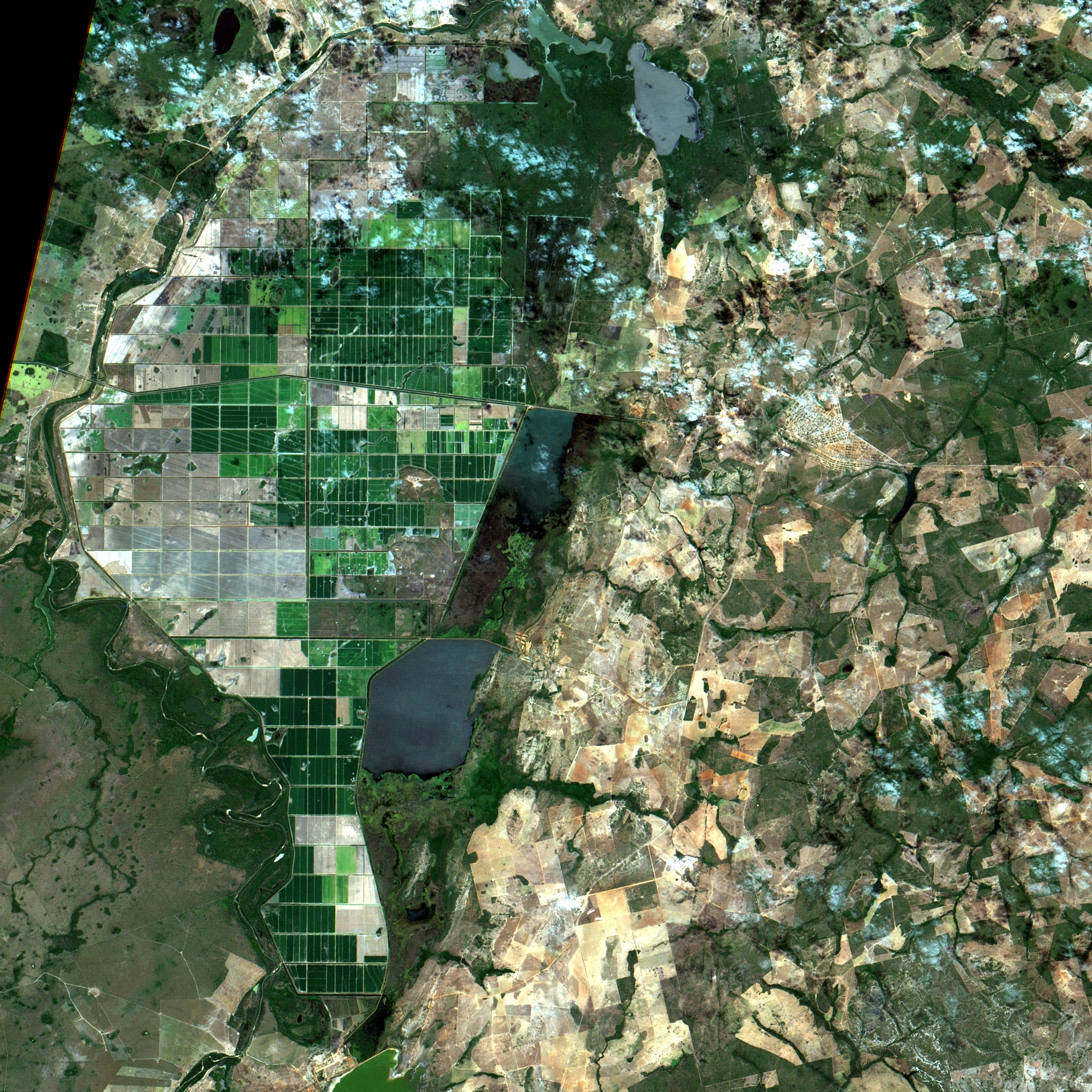
Riz irrigué à Formoso do Araguaia.

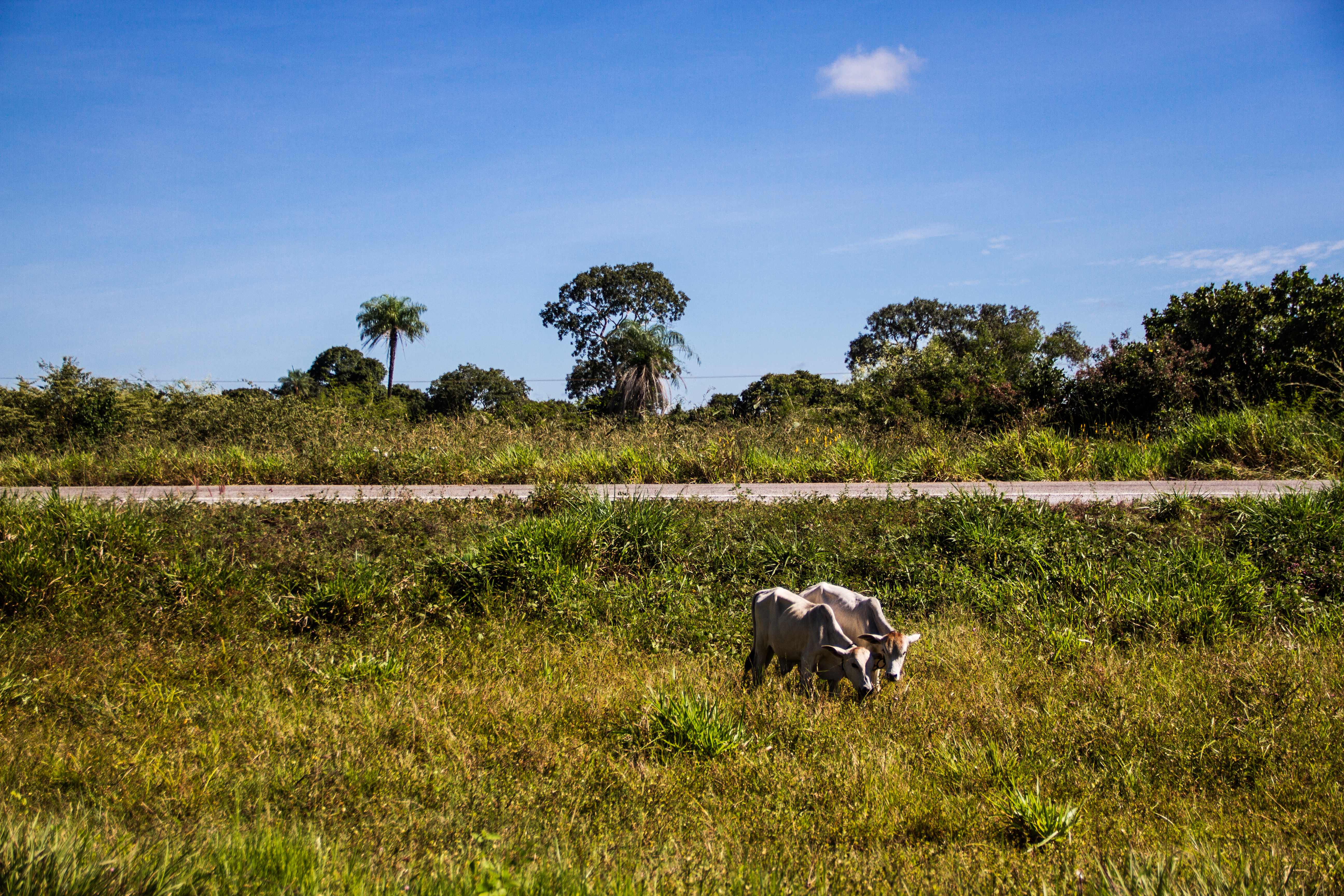
Bovins à Tocantins.

À l'instar de beaucoup d'États du Brésil, l'économie du Tocantins est dépendante de l'élevage de bétail. Cependant les plantations de noix de coco sont très importantes non seulement pour la consommation intérieure du Brésil, mais aussi pour l'exportation dans d'autres pays du Mercosur (Mercosul en portugais). Dans le nord de l'état on extrait aussi de l'huile végétale notamment du palmier babaçu.
Le gouvernement fédéral, a cherché à améliorer les perspectives économiques de l'État en finançant et autorisant la construction d'un barrage hydroélectrique de 452 MW de puissance à Peixe Angical. Cet ouvrage localisé dans le sud de l'État, barrant le rio Tocantins nécessita le déplacement de populations indigènes. Une seule turbine sur les cinq que comporte le barrage suffit à alimenter en électricité l'État tout entier, le solde étant vendu aux autres États du Brésil.
La valeur brute de la production agricole de l'État a été estimée à plus de 7,6 milliards de réaux en 2019.
En soja, le Tocantins est le plus grand producteur de la région nord du Brésil. Lors de la récolte 2019, Tocantins a récolté 3 millions de tonnes,.
En maïs, l'État a récolté environ 1 million de tonnes en 2019.
En 2019, le Tocantins était le leader de la production de riz dans la région Nord, devenant ainsi le troisième producteur brésilien. Récolté plus de 670 mille tonnes lors de la récolte 2016/2017. 
En ce qui concerne l'ananas, en 2018, Tocantins était le sixième État producteur au Brésil, avec 69 millions de fruits.
En 2019, le troupeau de bœuf de l'État comptait 8 millions d'animaux.
En ce qui concerne l'industrie, Tocantins avait un PIB industriel de 4,5 milliards de réaux en 2017, soit 0,4 % de l'industrie nationale. Il emploie 30 234 travailleurs dans l'industrie. Les principaux secteurs industriels sont: la construction (34,1 %), les services industriels d'utilité publique, tels que l'électricité et l'eau (28,4 %), l'alimentation (22,5 %), les minéraux non métalliques (5,2 %) et les produits produits chimiques (1,5 %). Ces 5 secteurs concentrent 91,7 % de l'industrie de l'État.
Son industrie est principalement agro-industrielle, centralisée dans six districts situés dans cinq villes polaires: Palmas, Araguaína, Gurupi, Porto Nacional et Paraíso do Tocantins. Son industrie est encore petite et se concentre principalement sur sa propre consommation.
Dans le secteur tertiaire (commerce et services), ses principales activités sont concentrées dans la capitale, Palmas, ainsi que dans les villes situées le long de l'autoroute Belém-Brasilia (BR-153 et BR-226). Cette autoroute est vitale pour le Tocantins, car elle coupe l'État du nord au sud et permet une meilleure performance dans la croissance économique des villes situées dans ses rives, servant d'entrepôt pour le transport routier et les services aux voyageurs. En outre, l'autoroute Belém-Brasilia facilite également le flux de production de Tocantins vers d'autres États et ports de la côte.

## Population
Les villes les plus peuplées sont Palmas, Araguaína, Gurupi, et Porto Nacional.
À l'image de sa toute nouvelle capitale Palmas, la population de l'État est en croissance rapide. Alors qu'elle n'était que de 1 157 098 habitants en 2000, elle s'élevait déjà à 1 305 728 en 2005.